# Alberto Alcocer Torra
Alberto Alcocer Torra (Madrid, 17 de diciembre de 1942) es un empresario y financiero español. Propietario, junto con su primo Alberto Cortina, de Alcor Holding, una sociedad patrimonial dueña del 4,95% de ACS, la mayor constructora española, y del 21% de la papelera Ence.

## Biografía
Nieto del abogado y exalcalde de Madrid Alberto Alcocer y Ribacoba e hijo del agente de cambio y bolsa José María Alcocer, estudió Bachillerato en el Colegio de los Rosales de Madrid y se licenció en Derecho por la Universidad Complutense de Madrid. En 1969, contrajo matrimonio en separación de bienes con la aristócrata Esther María Koplowitz y Romero de Juseu, viii marquesa de Casa Peñalver con la que tuvo tres hijas: Esther, Alicia  y Carmen Alcocer Koplowitz.
Después se casó con Margarita Hernández Núñez, de cuya unión nacieron en el 2001 Margarita y Carlota Alcocer Hernández.
En 1976, Alberto Alcocer era ya consejero delegado de Construcciones y Contratas, logrando -junto a su primo Alberto Cortina- transformar una empresa que facturaba en torno a los 1000 millones de pesetas al año, en un grupo de más de 30 sociedades, con una facturación que apenas una década después superaría por primera vez los 300.000 millones de pesetas. El negocio impulsado en tan dinámico grupo por los primos Alcocer y Cortina (los Albertos), quienes fueron pioneros de la diversificación de la construcción hacia otros sectores, se multiplicó en 18 años por más de 660 veces, a pesar de la gran crisis vivida por la economía española entre 1973 y 1985, elevando el valor de Coneycon desde los 450 millones a cerca de 400.000 millones de pesetas.
Para ello, en 1978 adquirían el 5% del Banco de Fomento, perteneciente al Banco Central y, tres años después, los primos toman algunas participaciones (luego ampliadas al 12%) en la cementera Portland Valderrivas. En 1982, incorporarían al grupo el Banco Zaragozano, que desarrollaron para competir incluso con los grandes bancos.
En 1987, al asociarse con el Grupo KIO (de Kuwait), al que vendieron la mayoría de control de la sociedad Urbanor a cambio del 12% que el grupo kuwaití tenía en el Banco Central (operación causante de la espectacular revalorización de las acciones de Urbanor), crean la sociedad Cartera Central, de la que Alcocer es nombrado presidente en 1989 en sustitución del exministro Miguel Boyer, pero el proyecto de fusionar desde ella y controlar Central y Banesto (entonces los dos mayores bancos españoles) entra en un impasse del que solo saldría tras la disolución de Cartera Central. También ese mismo año se le designa presidente de Construcciones y Contratas. Sin embargo, presentó su dimisión el 5 de febrero de 1990.
Tras su separación matrimonial y mediante el oportuno acuerdo, se reservó el 30% del Banco Zaragozano, el 10 % de la Corporación Financiera Reunida (COFIR), el 5 % de Canal Plus y el 100 % de la Compañía Uniseguros. En junio de ese año, de nuevo con su primo, es nombrado consejero del Banco Zaragozano y ambos constituyen la sociedad Cartera Zaragozana. Siete años después alcanzaban sendas copresidencias de la entidad bancaria desarrollada y controlada por ellos con el 38,5% de las acciones, aunque en el 2003 la venden a Barclays multiplicando por seis el valor de todos sus accionistas, pues el grupo británico lograba así convertirse en la primera entidad bancaria extranjera en España por activos y la sexta del mercado español.
Semanas después de la absolución del caso Urbanor, la revista Forbes incluyó a Alberto Alcocer entre las 1000 mayores fortunas del mundo. Combina sus actividades e intereses empresariales, entre ellos de la empresa forestal y celulosa ENCE, con una intensa actividad agrícola y una labor privada de reforestación de sus fincas, entre ellas más de 450.000 alcornoques, por lo que fue distinguido entre los principales “Economillonarios” por EL PAIS el 21 de febrero de 2008 y elogiado por su compromiso ecológico por ABC el 5 de octubre de 2008. Su esposa es Margarita Hernández Núñez.

## Cargos
Ha sido miembro de los siguientes Consejos de Administración, entre otros:
- Presidente Ejecutivo de Banco Zaragozano, S.A.
- Consejero de AC Hoteles.
- Presidente de Electronic Trading System, S.A.
- Consejero de Dragados.

Con anterioridad, fue miembro de los siguientes Consejos de Administración:
- Consejero Delegado de Construcciones y Contratas, S.A. desde 1971 a 1989
- Consejero de IMES
- Consejero y vicepresidente del Banco Central
- Consejero de Portland Valderrivas, S.A. desde 1986 a 1992
- Consejero de NH Hoteles, S.A. desde 1989 a 1993
- Consejero de Corporación Financiera Reunida, S.A. (COFIR) desde 1987 a 1992